# マルコス・ドス・サントス・アスンソン
マルコス・ドス・サントス・アスンソン（Marcos dos Santos Assunção、1976年7月25日 - ）は、ブラジル・サンパウロ州カイエイラス出身の元サッカー選手。元ブラジル代表であった。ポジションはMF。登録名はマルコス・アスンソン (Marcos Assunção) 。ブラジル出身でスペイン国籍を取得したマルコス・セナは従兄弟である。
プレースキックやミドルシュートが得意であり、folha Seca（枯葉のように舞う）と呼ばれるドライブ回転のかかったフリーキックを蹴る。

## 経歴

### クラブ
1993年にリオ・ブランコECからデビューすると、1995年にサントスFCに移籍し、セリエAで33試合に出場して3得点を挙げた。1998年に移籍したCRフラメンゴでは21試合に出場して5得点を挙げ、1999年夏にイタリア・セリエAのASローマに移籍した。1999-2000シーズンはリーグ戦21試合とUEFAカップ5試合に出場した。3シーズンの間レギュラークラスの選手として起用され、プレースキックの名手として2000-01シーズンのリーグ制覇に貢献した。
2002年8月、スペイン・リーガ・エスパニョーラのレアル・ベティスに移籍した。移籍当初から不動のレギュラーの座をつかみ、在籍期間中に幾度も直接フリーキックを決めている。デビュー戦となったデポルティーボ・ラ・コルーニャ戦 (4-2) では3度ものチャンスを外したが、その後利き足でない左足で40ヤードの距離からミドルシュートを決めた。2004-05シーズンは8得点を挙げて4位となり、UEFAチャンピオンズリーグ出場権を獲得した。2005-06シーズンはUEFAチャンピオンズリーグの7試合に出場したが、負傷のためにUEFAカップ出場は逃した。リーグ戦では1得点に終わった。2006年7月25日、30歳の誕生日にスペイン国籍を獲得したが、皮肉にも2006-07シーズンがスペインで過ごした最後のシーズンとなった。2007年夏に就任したエクトル・クーペル監督の構想には入らず、双方合意の下で契約を解除してレアル・ベティスを退団した。5シーズンの在籍中に数多くのフリーキックを決め、通算23得点を挙げた。
記者会見でスペインのクラブとは契約しないことを明言し、2009年までの2年間はアラブ首長国連邦のアル・アハリとアル・シャバーブでプレーした。2009年9月26日、母国のグレミオ・プルデンテと契約したが、わずか数カ月でグレミオ・プルデンテを退団し、SEパルメイラスと1年契約を結んだ。ルイス・フェリペ・スコラーリ監督によって、マルコス、ダニーロ、エジーニョとともに4人のチームリーダーのひとりに選ばれた。2010年のコパ・スダメリカーナ・ECヴィトーリア戦 (3-0) では遠目からの直接フリーキックを決めたほか、1アシストを記録して勝利に貢献した。
2015年8月10日、クリシューマECのメディカルチェックを受け、同クラブに加入することとなった。

### 代表
1998年のエルサルバドル戦でブラジル代表デビューし、同年11月18日のロシアとの親善試合 (5-1) で初得点を決めた。2000年、2002 FIFAワールドカップ・南米予選のチリ戦 (0-3) で低調なプレーを見せ、この試合以後招集されることはなかった。チリ戦までに11試合に出場した。

## タイトル
サントス
- トルネイオ・リオ＝サンパウロ（ポルトガル語版）: 1997
- コパCONMEBOL : 1998

ローマ
- セリエA : 2000–01
- スーペルコッパ・イタリアーナ : 2001

レアル・ベティス
- コパ・デル・レイ : 2004-05

アル・アハリ
- UAEプレジデントカップ : 2007

フィゲンレンセ
- カンピオナート・カタリネンセ : 2014